# The Chocolate Dandies
The Chocolate Dandies is de naam voor meerdere Amerikaanse swing-formaties rond King Oliver en de saxofonist Benny Carter tussen 1930 en 1940.

## Geschiedenis
The Chocolate Dandies, naar een show van Noble Sissle en Eubie Blake uit 1924, is deels een platenpseudoniem voor de bands van Don Redman eind jaren 1920 en begin jaren 1930 (McKinney's Cotton Pickers), voor de Blue Rhythm Band en King Olivers orkest, echter ook de naam voor verschillende studio-orkesten van Benny Carter:
- 1930: met Bobby Stark, Jimmy Harrison, Benny Carter, Coleman Hawkins, Horace Henderson, Benny Jackson, John Kirby (nummers: Goodbye Blues, Cloudy Skies, Got Another Sweety Now, Bugle Call Rag en Dee Blues)
- 1933: met Max Kaminsky, Benny Carter, Floyd O'Brien, Chu Berry, Teddy Wilson, Lawrence Lucie, Ernest Hill, Sid Catlett (nummers: Blue Interlude, I Never Knew, Once Upon A Time, Krazy Kapers)
- 1940: met Roy Eldridge, Benny Carter, Coleman Hawkins, Bernard Addison, John Kirby, Sid Catlett (nummers: Smack, I Surrender Dear, I Can't Believe That You're in Love With Me).